# Caudron C.98
Le Caudron C.98 est un avion de sport français construit par la Société des avions Caudron dans les années 1920. Dérivé du Caudron C.91, il était propulsé par un 9-cylindre en étoile refroidi par air, Salmson 9Ab de 230 ch. Il était destiné à la course de la Coupe Zenith.